# Mir Alicher Navoï
Pour les articles homonymes, voir Navoï et Mir.
Mir Alisher Navoï ou Nizomiddin Mir Alisher (1441-1501), né et mort à Hérat (Afghanistan), philosophe et poète perso-ouzbek de langue tchaghataï qui travailla à la cour du sultan timouride Husayn Bayqara à Hérat à la fin du XVe siècle, lors de la Renaissance timouride.
Frère de lait de Husayn Bayqara, haut fonctionnaire et riche propriétaire terrien, il fut lui-même un grand mécène et découvrit le talent du grand peintre miniaturiste Behzad qui travailla pour lui avant d'entrer au service du sultan.
En 1472, Alisher Navoï devient le vizir (ministre ou magistrat) et obtient le titre d'émir. 
Son œuvre la plus célèbre est « Leïli et Medjnoun » (Leily et Majnoun)
Le grand théâtre d'opéra et de ballet de Tachkent, capitale de l'Ouzbékistan, porte son nom.

## Traductions
- « Gazhels ouzbèkes », Action poétique, no  121
- Alisher Navoï, Gazels et autres poèmes, trad. du turc Hamid Ismaïlov, adapt. Jean-Pierre Balpe, La Différence, « Orphée », 1991